# Discovery Kids
O Discovery Kids (estilizado como discovery k!ds, anteriormente conhecido como Discovery Kids Channel) é um canal de televisão por assinatura latino-americano focado para o público pré-escolar e infantil, de propriedade da Warner Bros. Discovery.
O canal está presente na América Latina, Brasil e na Índia. Teve versões no Canadá, Reino Unido, Sudeste Asiático, Austrália, Oriente Médio e no Norte de África foram respectivamente encerradas entre 2007 e 2021. Além disso, a versão dos Estados Unidos foi relançada em 10 de outubro de 2010, sendo uma joint-venture entre a Discovery Networks e a empresa de brinquedos Hasbro, chamada de Hub Network com um outro foco: as crianças de 0 a 11 anos. Em 2014, foi relançado novamente como Discovery Family. O canal infantil tem uma programação divertida e inteligente que busca satisfazer todas as curiosidades naturais de uma criança e auxiliar na importante tarefa de guiá-los em seu percurso de exploração e descoberta do mundo. A programação estimulante e inovadora, através de programas educativos e desenhos animados, ajuda não somente a educar como também a entreter.
Na América Latina e, especialmente, no Brasil, o canal passou por uma grande expansão durante a Década de 2000, que se consolidou com a liderança da audiência na TV paga brasileira a partir da Década de 2010. Deste modo, o canal foi o responsável direto pelo foco cada vez maior em crianças em idade pré-escolar na TV paga da América Latina, com o lançamento de canais como o Nick Jr. (antes um bloco da Nickelodeon), Gloobinho e, mais tarde, Cartoonito.

## História

### Antecedentes
Em meados dos anos de 1990 quando a empresa Discovery Communications Inc. resolveu ingressar no segmento infanto-juvenil com a criação de um novo canal por assinatura, voltados incialmente para crianças e adolescentes. Os primeiros projetos anteriores à consolidação do canal foram realizados no Discovery Channel, que é a principal e mais reconhecida subsidiária da empresa. Ao longo dos anos, sua programação inclui um grande número de séries adquiridas de redes como PBS Kids e Hasbro.

### 1996-2003
O canal foi lançado em 1 de novembro de 1996 e durante a primeira década de vida a programação destinava-se a crianças mais velhas e pré-escolares, com programas criativos e estimulantes, como por exemplo Mecânica Popular para Jovens, Fantasma Escritor, Cyberkids, A Magia do Cinema, entre outros. Com a chegada do novo milênio, o canal infantil foi lançado na Inglaterra (2000) e Canadá (2001), mas não obteve tanto sucesso e acabou saindo do ar anos mais tarde. No ano de 2002, o Discovery Kids começou a transmitir o programa Endurance, o primeiro reality show do canal, similar ao Survivor, mas com adolescentes de 12 a 17 anos que competem durante um mês em uma ilha. Ainda este ano, o canal anunciou uma nova estratégia composta por uma programação voltada a um público de até 6 anos de idade, mudando assim seu posicionamento no mercado.

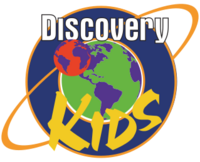
logotipo do canal durante esta fase.

### 2003-2009
Nos anos seguintes o Discovery Kids se especializou em um público com uma faixa etária cada vez mais inferior, estreando programas e séries que merecem a atenção daqueles que buscam produções de qualidade para crianças pequenas. As programações dirigidas aos pré-escolares ofereciam cada vez mais conteúdos educativos, que não visavam somente o entretenimento, mas utilizavam as ferramentas necessárias para o desenvolvimento social e cognitivo da criança. Com isso, o canal passou a oferecer uma programação de qualidade em um ambiente seguro, envolvente e lúdico, que colocava a criança na posição de exploradora deste mundo, transmitindo valores importantes para sua formação. A programação do canal refletiu este novo posicionamento trazendo boas novidades como: Hi-5, The Backyardigans, Pocoyo, Mecanimais e LazyTown, de modo que ficou no top 3 de canais mais assistidos, ficando na frente de vários canais, como o Jetix e o próprio Discovery Channel.
As mudanças não se estenderam somente nas chamadas, novos programas e vinhetas, que continuaram com a mesma linguagem, com exceção da adição de alguns elementos tridimensionais. A estratégia diferenciada ficou por conta do simpático cachorrinho Doki, o mascote do canal, que ganhou mais espaço nas animações e vinhetas do Discovery Kids até 2013, que mais tarde ganharia uma turma de amigos: Mundi (uma vagalume experiente); Oto (um tamanduá); Fico (uma lontra); Anabella (um flamingo fêmea); e Gabi (uma cabrita enérgica e precoce).

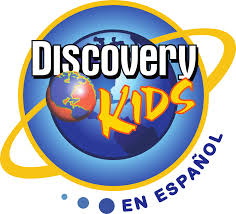
logotipo durante esta fase

### 2009-2016
Em março de 2009, o canal mudou radicalmente seu logotipo, e adotou uma nova programação, vinhetas e horários. A programação passaria por variações, veiculando programas destinados ao público infantil de até 10 anos. E foi nesse período que o canal começou a passar Peixonauta.
Desde 2011, a Discovery Networks, mantém uma joint-venture com a empresa de brinquedos Hasbro, para a manutenção do canal The Hub nos Estados Unidos, a parceria foi estendida para o Discovery Kids da América Latina e para o Brasil. Esta parceria dá direito para a transmissão dos seguintes programas: My Little Pony: Friendship is Magic, Transformers Rescue Bots e The Adventures of Chuck and Friends.
Em 15 de abril de 2013, com a estreia da série animada do mascote oficial do canal, o DK altera as vinhetas e estreia o formato HD na minoria das operadoras de TV por assinatura. Em meados de setembro de 2014, o sinal SD do canal começou a ter o formato 16:9, mas antes algumas séries 16:9 já eram exibidas no formato letterbox. Nessa fase, os grandes sucessos da programação do canal incluem Mike, o Cavaleiro e Peppa Pig, que se tornou um dos desenhos animados de maior audiência no mundo.
Em agosto de 2015, o Discovery Kids lança serviço de transmissão on demand de TV Everywhere para os seus assinantes. Voltado às crianças em idade pré-escolar até aos oitos anos, Discovery Kids Play (atual, Discovery Kids Plus) foi um complemento ao serviço fornecido pelo canal com o objetivo de disponibilizar maior variedade de conteúdo para o consumidor de TV por assinatura, como vídeos, séries e jogos.
No primeiro momento, o novo serviço se tornou acessível pela versão desktop. E no final do ano novas versões do serviço foram lançadas, na forma de aplicativos disponíveis para os sistemas Android e iOS. Ainda em 2015 o Discovery Kids, investindo em produções brasileiras, estreou a série Parque Patati Patatá, que além dos palhaços já conhecidos pelo público, contava com um elenco de crianças, um robô, um elefante e uma avestruz fêmea.

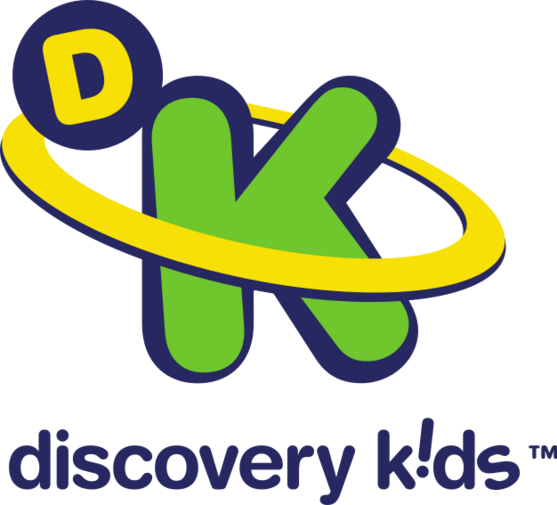
logotipo durante esta fase

### 2016-2021
Em 1.º de abril de 2016, o Discovery Kids recebeu um novo logotipo para a comemoração do 20.º aniversário do canal, muda sua interface e seu sinal estreou em HD. Em 2018, o canal estreou a série original inédita Big Top Academy em parceria com o Cirque du Soleil, ambientada em uma escola fictícia onde moram e estudam alunos das artes circenses. Em 2020, com o objetivo de educar, o Discovery Kids estreou a série As Aventuras de Bonnie Bears, que mostra a importância de preservar a natureza através de uma divertida dupla de ursos e sua turma que lutam contra um lenhador interessado apenas em lucrar com madeira.
2021-Atualmente

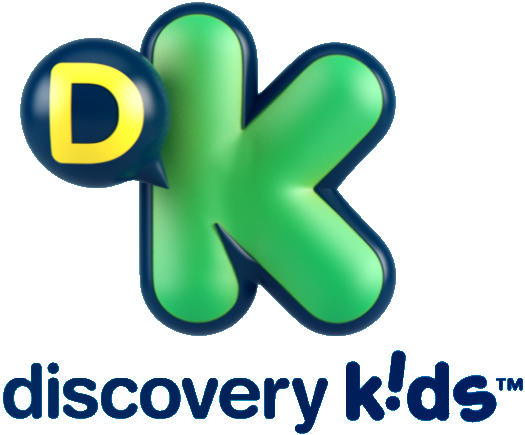
logotipo durante esta fase

Em 7 de abril de 2021, o Discovery Kids e Discovery Kids Plus receberam logotipos novos e atualizados, apresentou novas cores e o canal manteve um visual consistente. As variações das vinhetas foram reduzidas. O canal também comemorou seu 25.º aniversário, possivelmente devido à Discovery Networks ter ganhado 100% do controle do canal. A nova marca foi projetada por Diego Troiando e Jesse Hernandez (artista) no DTMG Studios.

logotipo durante esta fase

## Mascote
O mascote oficial do Discovery Kids é chamado Doki, um simpático cachorrinho branco com algumas manchas pretas, que apresenta as atrações do canal e ensina de forma simples e divertida, como ver as horas, truques científicos e histórias sobre suas aventuras. A mascote do Discovery Kids foi apresentada ao público pela primeira vez no mês de março de 2005 e se tornou também uma fonte de receita através do licenciamento para diversos produtos. O personagem ajudou a definir a identidade do canal, aparecendo em vinhetas, nos intervalos comerciais, na comunicação da marca e, a partir de 2013, estrelando até uma divertida série animada com sua turma de amigos, que convida os telespectadores para uma viagem por diferentes partes do planeta. Em 2017, Doki estreou no aplicativo Fun English With Doki, cujo objetivo é ensinar inglês básico para crianças por meio de jogos que envolvem leitura, gramática, conversação e ortografia.
Desde 2016, com a nova identidade visual do Discovery Kids, Doki não aparece nas chamadas, vinhetas, e intervalos do canal. Sua série animada recebeu episódios até 2019. Ao longo dos próximos anos, o desenho foi retirado da grade de programação. Atualmente, Doki não se encontra mais como mascote do canal.

## Zonas
O Discovery Kids da América Latina tem 4 sinais em toda a América Latina, que são transmitidos nativamente em alta definição simultaneamente com o sinal de resolução padrão:
- Sinal México: distribuído exclusivamente para aquele país, com diferentes horários de programação e com séries variáveis. Usa o horário da Cidade do México (UTC-6 / -5 DST) como referência.
- Sinal Sul: disponível na Argentina, Paraguai e Uruguai, com diferentes horários de programação. Usa o horário de Buenos Aires (UTC-3) como referência.
  - Sub-sinal Chile: Disponível para o Chile, com publicidade local. Durante o inverno, ele transmite a programação uma hora mais tarde. Usa o horário de Santiago do Chile (UTC-4 / -3 DST) como referência.
- Sinal Pan-regional: transmissões para Colômbia, Peru, Bolívia, Equador, Venezuela, América Central e Caribe (incluindo Porto Rico). Usa como referência os horários de Bogotá (UTC-5) e Buenos Aires (UTC-3).
- Sinal Brasil: Distribuído exclusivamente para o Brasil, com diferentes tempos de programação e séries variáveis. Usa o horário de Brasília (UTC-3) como referência.

Para cada zona, existe uma versão em HD com transmissão simultânea.

## Audiência
De acordo com o estudo realizado pela TGI Latina em 2003, a maior parte do público que o canal recebe é do gênero feminino, que representa 56% do total, seguido pelo público masculino com 44%. Apesar de ser um canal destinado apenas ao público pré-escolar, as mulheres adultas entre 25 e 49 anos representam 49% de todos os espectadores,  geralmente são as mães de crianças que os assistem acompanhando quando o sinal é sintonizado.

## Eventos ao vivo
O canal organizou eventos ao vivo chamados La Ronda de Discovery Kids (A Rodada do Discovery Kids), onde "Doki", o mascote do canal, junto com personagens da série visitaram algumas cidades e fizeram performances. O último evento com esse nome foi em 2008, porém, o canal ainda organiza eventos em cidades latino-americanas de vez em quando. Em 2009 foi um outro projeto semelhante chamado Exploração que tratava do meio ambiente. Em 2010 foi feito apenas no México um evento chamado "EN SUS MARCAS... LISTOS... YA" (no Brasil, "1, 2, 3... e JÁ!"). Em julho, agosto e setembro 2012, foi realizado outro evento chamado o "Expreso Discovery Kids" (no Brasil, a "Exploração Discovery Kids") na cidade do México e na Venezuela.

## Regiões

### Estados Unidos
Foi lançado em 7 de outubro de 1996. Nasceu como uma iniciativa da Discovery Communications Inc. para fornecer conteúdo educacional voltado principalmente para crianças e adolescentes. Os primeiros projetos anteriores à consolidação do canal foram realizados no Discovery Channel, que é a principal e mais reconhecida subsidiária da empresa.
Este canal foi relançado em 10 de outubro de 2010 como The Hub (mais tarde, conhecido como Hub Network), um canal controlado conjuntamente pela Discovery e a empresa de brinquedos Hasbro. Em 2014, foi relançado novamente como Discovery Family.

### Canadá
Foi lançado no ar em 3 de setembro de 2001 e foi produzido em conjunto pela Corus Entertainment e Discovery Communications.
Em setembro de 2009, a Corus confirmou que fecharia o Discovery Kids. O canal foi substituído pela maioria dos provedores de serviço em 2 de novembro pela Nickelodeon Canadá, que, no entanto, opera sob uma licença originalmente destinada a um "YTV OneWorld". Como opera sob licença de empresas independentes de cabo e satélite que possuíam o Discovery Kids, elas não receberiam automaticamente o novo canal, a menos que a transferência fosse negociada.

### Reino Unido
Foi lançado no ar 1 em fevereiro de 2000 e foi substituído em 28 de fevereiro de 2007 pelo Discovery Turbo.

### Sudeste Asiático
Em abril de 2012, no entanto, uma versão do Discovery Kids América Latina foi lançada na Ásia com foco na programação do Discovery para um público infantil, em oposição ao canal localizado para a América Latina, que se concentra no público pré-escolar sem a programação original de a empresa, mas foi descontinuada em 2018 para ser substituída pelo Discovery Family.

### Índia
Em 7 de agosto de 2012, foi lançada uma versão na Índia e prossegue até hoje.

### Austrália
Em 3 de novembro de 2014, uma versão foi lançada na Austrália exclusivamente na operadora de cabo australiana Foxtel, embora este sinal tenha cessado a transmissão em 1.º de fevereiro de 2020.

### Oriente Médio e Norte da África
Em 1 de agosto de 2016, foi lançado uma versão no Oriente Médio e no Norte da África por lá, utilizando o nome DKids, em seguida, fechou em 1.º de janeiro de 2021.

### América latina e Brasil
No mundo, é o único canal que ainda está no ar das linhas do Discovery Kids. 
É exibido nas operadoras:
• Claro TV + (Brasil)
• Claro TV+
• Tim TV
• Vivo TV
• Oi TV HD
• Tecable (operadora própria 
de Petrópolis)
• DirecTV
• DirecTV Go
• Zapping.
Atualmente, ele é da Corus entertainment inc. e a Warner Bros Discovery.

## Slogans
- 1996: Baterias incluídas.
- 1996 - 1997: Para nós as crianças, o Discovery Kids não é um canal infantil, é um canal para crianças.
- 1997 - 2005: Tudo isso aqui... no Discovery Kids.
- 1999 - atual: Aqui... no Discovery Kids!
- 2000 - atual: No Discovery Kids.
- 2005 - 2009: (Onde?) Aqui... no Discovery Kids!
- 2006 (10 Anos): Discovery Kids, um mundo a descobrir.
- 2010: Para alguns é imaginação, para nós é potencial.
- 2012: Discovery Kids, é tudo de bom!
- 2016 - 2019: Ser Kids é demais!
- 2019 - 2022: Aqui... no Discovery Kids! E no aplicativo do Discovery Kids Plus.
- 2019 - 2020: Desperte a diversão.
- 2020 - 2021: Estamos no modo Kids. Aqui... no Discovery Kids!
- 2021 - 2024: Aqui... no Discovery Kids! E assista também no Discovery Plus ("Discovery+").
- 2024 - atual: Disponível agora na Max, e no Discovery Kids.